# ناحیه کوینارا
ناحیه کوینارا (به لاتین: Quinara Region) یک منطقهٔ مسکونی در گینه بیسائو است که در Sul Province واقع شده‌است. ناحیه کوینارا ۳٬۱۳۸٫۴ کیلومتر مربع مساحت و ۶۳٬۶۱۰ نفر جمعیت دارد.